# Jarosław Jasiura
Jarosław Jasiura (ur. 8 kwietnia 1972 w Kluczborku) – polski dyrygent, kompozytor i organista.

## Życiorys

### Edukacja
Jego edukacja muzyczna rozpoczęła się w klasie skrzypiec Państwowej Szkoły Muzycznej I stopnia w Kluczborku. W roku 1987 rozpoczął naukę w Państwowej Szkole Muzycznej II stopnia im F. Chopina w Opolu, którą ukończył w 1994 r. w klasie organów mgr Elżbiety Kaszyckiej-Kowalczyk. W roku 1991 ukończył Studium Muzyki Kościelnej w Opolu w klasie organów mgr Lucyny Glezner-Sun. Dalszą edukację muzyczną kontynuował na Akademii Muzycznej im. Karola Lipińskiego we Wrocławiu, którą ukończył z wyróżnieniem na dwóch kierunkach: Wychowania Muzycznego ze specjalizacją Chórmistrzowską w klasie ad. Bogusławy Orzechowskiej oraz Dyrygentury Symfonicznej w klasie prof. Mieczysława Gawrońskiego. Jest absolwentem Podyplomowych Studiów Chórmistrzowskich, które ukończył w 2008 roku na Akademii Muzycznej w Bydgoszczy. W 2013 roku uzyskał stopień doktora sztuki w Akademii Muzycznej im. Feliksa Nowowiejskiego w Bydgoszczy.

### Związek z Jasną Górą
W latach 2005–2021 pracował jako organista, chórmistrz i kompozytor w Narodowym Sanktuarium Matki Bożej Częstochowskiej na Jasnej Górze. Pomysłodawca i założyciel Stowarzyszenia Jasnogórska Szkoła Chóralna oraz Jasnogórskiej Publicznej Ogólnokształcącej Szkoły Muzycznej I stopnia. Jest autorem wielu utworów i opracowań stworzonych na potrzeby życia muzycznego Sanktuarium, m.in. melodii do pieśni "Ze wzgórz Częstochowy". Przez 16 lat pracy na Jasnej Górze, jako dyrektor artystyczny prowadził Jasnogórski Chór Chłopięco-Męski Pueri Claromontani. W latach 2006–2013 był dyrygentem Jasnogórskiego Zespołu Wokalnego Camerata. Odpowiadał za muzyczne przygotowanie jasnogórskich odpustów i uroczystości, m.in. podczas wizyt papieskich Benedykta XVI oraz Franciszka.
Z prowadzonymi przez siebie zespołami występował podczas wielu konkursów, festiwali i koncertów, jak Międzynarodowy Festiwal Muzyki Sakralnej „Gaude Mater” czy Jasnogórskie Wieczory Organowe. Jako dyrygent angażował się także w działalność Polskiej i Międzynarodowej Federacji Pueri Cantores.